# 24 Themis
24 Themis (in italiano 24 Temi) è uno dei più grandi asteroidi della Fascia principale. È anche il più grande membro appartenente alla Famiglia di asteroidi Themis.
Themis fu scoperto da Annibale de Gasparis il 5 aprile 1853 all'Osservatorio Astronomico di Capodimonte e fu battezzato così in onore di Temi, una titanide, personificazione dell'ordine, della giustizia e del diritto nella mitologia greca.
Temi è anche il nome attribuito al presunto decimo satellite di Saturno che William Henry Pickering credette erroneamente di aver individuato nel 1905; in realtà non esiste nessun corpo celeste con questo nome (e con i parametri orbitali stimati da Pickering) in orbita attorno al gigante gassoso